# Gabriel Constantinovich da Rússia
Gabriel Constantinovich da Rússia (em russo: Гавриил Константинович), (15 de julho de 1887 - 28 de fevereiro de 1955) foi o segundo filho do grão-duque Constantino Constantinovich da Rússia e da sua esposa, a grã-duquesa Isabel Mavrikievna. Bisneto do czar Nicolau I da Rússia, nasceu no Império Russo e prestou serviço no exército durante a Primeira Guerra Mundial. Perdeu a maioria da família durante a guerra e a Revolução Russa que se seguiu. Escapou por pouco aos bolcheviques e passou o resto da vida no exílio em França.

## Primeiros anos

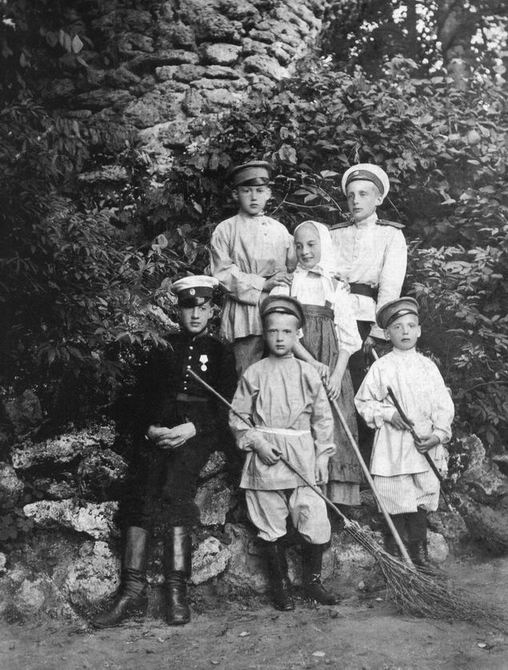
Gabriel (em cima, 1.º da direita) com cinco dos seus irmãos.

O príncipe Gabriel Constantinovich da Rússia nasceu no dia 15 de julho de 1887, em Pavlovsk. Era o segundo dos nove filhos do grão-duque Constantino Constantinovich da Rússia e da sua esposa, a grã-duquesa Isabel Mavrikievna, nascida princesa Isabel de Saxe-Altemburgo. Gabriel Constantinovich e o seu irmão, o príncipe João, nascido no ano anterior, foram os primeiros a sofrer as reformas do czar Alexandre III, primo do seu pai, que, para economizar o orçamento de estado, declarou que apenas os filhos e netos do soberano reinante teriam o título de grão-duque. Assim, Gabriel Constantinovich tinha três dias de idade quando o czar Alexandre III publicou o manifesto que anunciava o seu título como príncipe de sangue imperial com o tratamento de Alteza. Os grão-duques recebiam 280 000 rublos de ouro por ano do tesouro imperial, que garantiam um estilo de vida confortável, enquanto o príncipe Gabriel recebeu um milhão de rublos de ouro apenas uma vez e não podia contar com mais nada.
Gabriel Constantinovich passou os seus primeiros anos de vida em grande esplendor durante os últimos anos da Rússia imperial. O seu pai, um poeta respeitado e primo em segundo grau do czar Nicolau II, era um dos membros mais ricos da família Romanov. Quando era criança, o príncipe Gabriel tinha uma saúde frágil; era pálido e adoecia frequentemente. Tanto ele como o seu irmão João ficavam doentes facilmente e passaram mais de um ano da sua infância juntos em Oreanda, na Crimeia, com um médico e vários criados. A saúde dos irmãos melhorou no clima temperado da zona e os dois gostavam do tempo que passavam na praia e em pequenas excursões pela península. Tendo apenas o outro como companhia, os dois criaram uma relação muito próxima que duraria até ao final das suas vidas.
O príncipe Gabriel teve um educação muito rigorosa; tanto ele como os irmãos aprenderam a falar russo puro, sem uma mistura de frases estrangeiras, e tinham de decorar orações. Os melhores escritores e músicos eram convidados para ir ao Palácio de Pavlovsk e ao Palácio de Mármore e o grão-duque Constantino Constantinovich criou um programa de palestras para os seus filhos no sentido de lhes dar uma boa educação.
Desde muito cedo, Gabriel tornou-se arrebatadamente dedicado ao pai e por tudo o que era militar. Seguindo o exemplo do pai, Gabriel optou por uma carreira militar, uma tradição entre os membros masculinos da família Romanov. No seu livro de memórias, o príncipe recordou: "Desde os sete anos que sonhava em entrar para a Escola de Cavalaria Nikolaeievsky". Em 1900, recebeu permissão para se juntar aos Primeiros Corpos de Cadetes de Moscovo para ter o seu treino preparatório; em 1903, teve finalmente permissão para se juntar à Escola Nikolaeievky. "Depois de ter usado o uniforme de cadete durante cinco anos," escreveu, "finalmente o meu sonho realizou-se e tornei-me um verdadeiro militar". Aos dezanove anos foi promovido à posição de oficial e recebeu várias ordens militares. A 19 de Janeiro de 1908, Gabriel Constantinovich proferiu o seu juramento de fidelidade a Nicolau II numa cerimónia realizada na igreja do Palácio de Catarina em Czarskoe Selo.
A sua família era muito próxima do imperador e Gabriel passava muito tempo com o czar e a sua família. A grã-duquesa Maria Pavlovna e o seu irmão, o grão-duque Dmitri Pavlovich brincavam muitas vezes com ele.

## Um príncipe russo

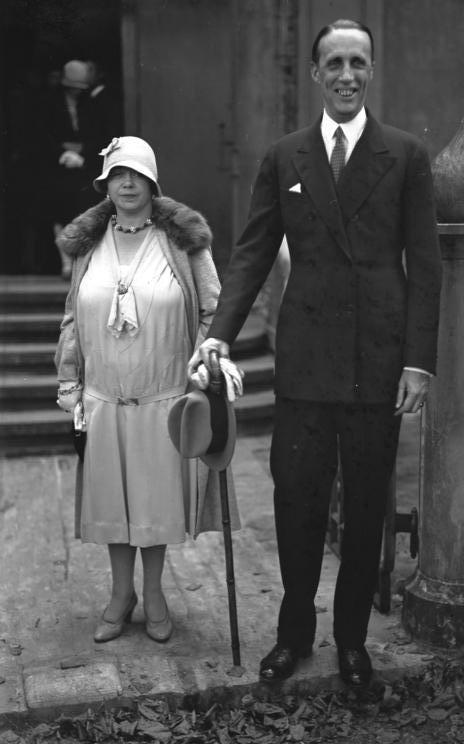
Gabriel Constantinovich com a sua amante Antonia.

Ao contrário dos seus irmãos sérios e tímidos, o príncipe Gabriel era muito mais social e começou a relacionar-se com um grupo aristocrático que era considerado demasiado moderno para a época. Em Agosto de 1911, durante um pequeno baile dado na mansão da conhecida bailarina Matilde Kschessinskaya, Gabriel conheceu Antonina Rafailovna Nesterovskaya, uma dançarina de vinte-e-um anos que pertencia a uma família empobrecida da baixa nobreza. Gabriel tinha vinte-e-quatro anos, era muito alto e magro. Nesterovskaya era quase trinta centímetros mais baixa do que ele, não era particularmente bonita e tinha peso a mais, mas era sagaz e animada e Gabriel acabou por se apaixonar por ela. Conseguia falar com ela durante os intervalos quando ela dançava no Teatro Marinsky aos Domingos. Em Janeiro de 1912, já a visitava no pequeno apartamento que ela partilhava com a mãe. Os dois tornaram-se amantes e, antes da Páscoa de 1912, juntaram-se a Kschessinskaya e ao seu amante, o grão-duque André Vladimirovich numa viagem à Riviera, visitando Cannes e monte Carlo. A vida idílica na Riviera não durou muito tempo, uma vez que o grupo teve de regressar a São Petersburgo, onde o príncipe estudava, pouco depois. A partir desta ocasião, Gabriel passou a considerá-la sua "noiva". Em 1913, pediu-lhe para desistir do Corpo de Ballet e ela concordou.
Gabriel era muito dedicado à sua amante e ofereceu-lhe uma casa extravagante na Perspectiva Kamennostrovsky em São Petersburgo. Entretanto o príncipe, que antes vivia em Pavlovsk, recebeu um grande apartamento com três quartos no segundo andar do Palácio de Mármore com vista para a margem do rio. Após a morte do seu pai em 1915, Gabriel envolveu-se cada vez mais com a sua amante. Os dois eram um casal muito acolhedor e recebiam os seus amigos com grande luxo. O príncipe era um amante muito generoso e fazia tudo o que a sua amada lhe pedia. Os desejos dela pareciam insaciáveis, principalmente a partir do momento em que descobriu que bastava fazer um pedido para que este fosse imediatamente satisfeito.
Gabriel estava profundamente apaixonado, mas não se podia casar com a sua amante porque o estatuto da família Romanov proibia qualquer união morganática. Fez um apelo à sua tia, a rainha Olga da Grécia, para que intercedesse a seu favor e ela foi falar com o czar Nicolau II, pedindo-lhe permissão para que o sobrinho se casar, mas o imperador recusou o pedido redondamente. Ao longo de todas as vicissitudes que foram aparecendo nos anos que se seguiram, Gabriel permaneceu apaixonadamente dedicada à sua dançarina, determinado a, um dia, ultrapassar os obstáculos que se atravessavam para o casamento.

## Guerra e revolução
Quando rebentou a Primeira Guerra Mundial, o príncipe Gabriel teve de se separar da sua amante. Tal como os seus irmãos, juntou-se ao exército russo em acção no esforço militar, a lutar nas operações avançadas. O seu irmão, o príncipe Oleg, foi morto em combate no início da guerra. No ano seguinte, o pai de Gabriel morrer de ataque cardíaco. Depois de ser evacuado para Petrogrado no outono de 1914, Gabriel juntou-se à academia militar, formando-se aos vinte-e-nove anos de idade na posição de coronel. O seu caso amoroso com Nesteroskaya abertamente e a sua vida era discutida em público. Os dois viveram juntos durante muito tempo e, em 1916, depois de ver a sinceridade do seu sentimento, a imperatriz Alexandra Feodorovna decidiu ajudá-los a casarem-se, apesar de a união ser considerada imprópria.
Após a queda da monarquia na Rússia devido à Revolução de Fevereiro de 1917, o príncipe Gabriel pediu permissão à mãe para se casar com Antonia Nesteroskaya, mas ela não lhe deu o seu consentimento. Gabriel decidiu desobedecer e, a 9 de Abril de 1917, às três da tarde, os dois casaram-se numa pequena igreja. Durante o reinado de Nicolau II, a união nunca teria sido possível e o príncipe decidiu manter o casamento em segredo da sua mãe e do tio Dmitri Constantinovich que apenas souberam da união mais tarde.
Gabriel tinha pedido ao seu primo, o príncipe Alexandre de Leuchtenberg, que também se tinha casado morganaticamente, para encontrar um padre para abençoar o casamento em segredo. Na cerimónia de casamento, estavam apenas presentes Lydia Tchistiakova, irmã de Antonia, e alguns dos seus amigos. Gabriel contou o segredo ao seu irmão João alguns dias antes, mas o seu irmão mais velho não quis estar presente na cerimónia por causa da mãe. Contudo, prometeu que iria manter segredo. A caminho da igreja, o príncipe Gabriel viu os seus irmãos Constantino e Jorge, que estavam a passear na Rua Morskaïa e os dois tinham acabado de ver Antonia num vestido de noiva noutro caso mas só se aperceberam do que estava a acontecer mais tarde. Quando estava casado, Gabriel foi ver a sua mãe que, apesar de não ter ficado contente com a notícia, deu-lhe a sua bênção. A partir de então, Gabriel mudou-se para o apartamento da esposa e o casal viveu calmamente durante algum tempo.
Gabriel tentou viver discretamente em Petrogrado durante a primavera de 1917. Temendo que alguma multidão com sede de vingança o atacasse, Antonia telefonou-lhe para o avisar e enviou-lhe um carro com um motorista para o recolher na Academia Militar e enviá-lo para a relativa segurança da sua casa.

## Prisão

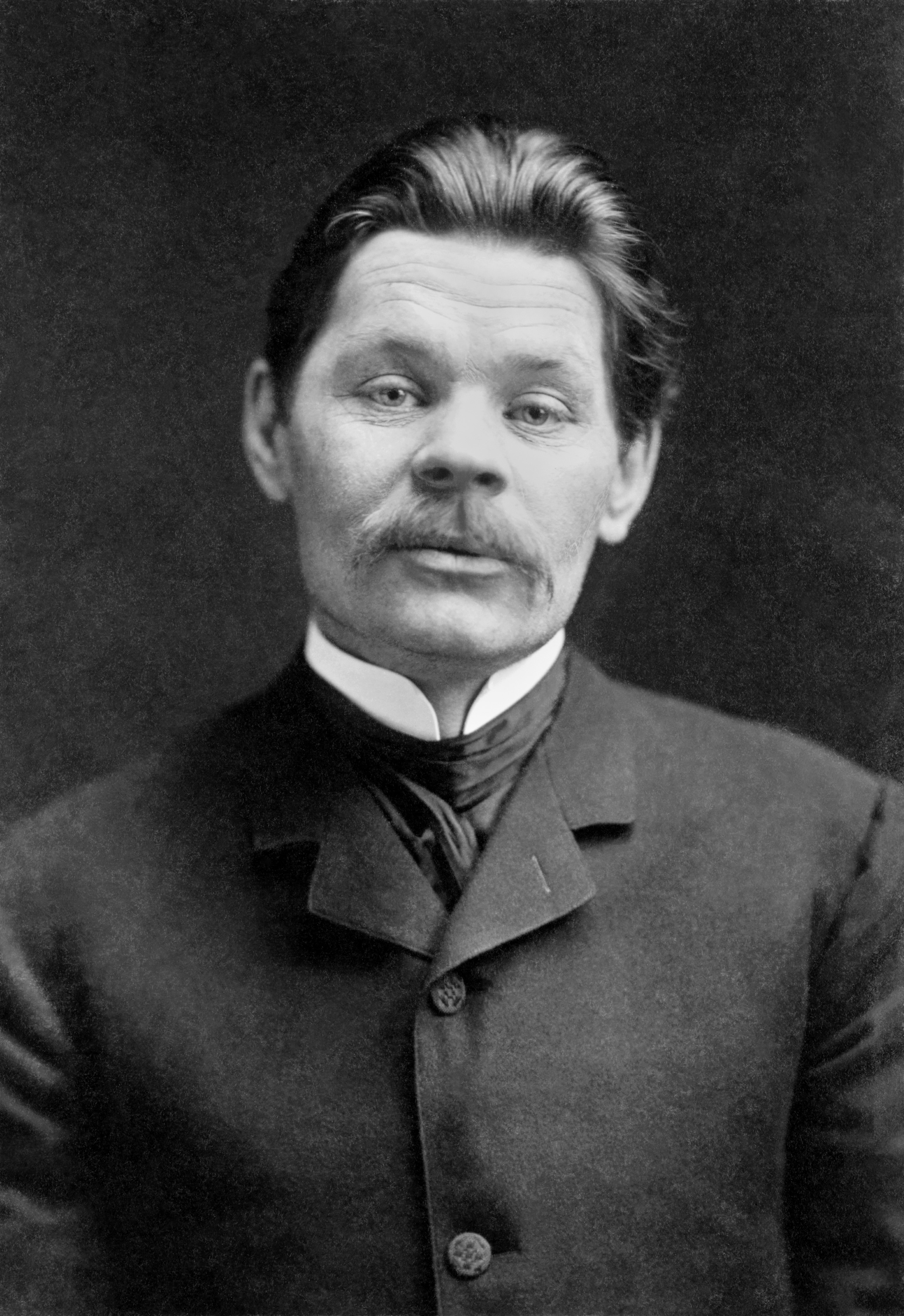
Maxim Gorky

Após a Revolução de Outubro, levada a cabo pelos bolcheviques, os jornais de Petrogrado publicaram um decreto que convocava todos os membros masculinos da família Romanov a apresentarem-se no quartel-general da Cheka, a polícia secreta. Inicialmente foi-lhes apenas ordenado que saíssem da cidade. Em Março de 1918, os Romanov que se tinham registado foram novamente convocados, desta vez para serem enviados para o exílio no interior da Rússia. Na primavera de 1918, quando os bolcheviques o tentaram prender pela primeira vez, Gabriel estava a sofrer de tuberculose; em vez de o prenderem, os bolcheviques concederam-lhe permissão para permanecer no seu apartamento em Petrogrado com a esposa. Contudo, no verão desse mesmo ano, o príncipe estava recuperado e, em Julho, um contingente de soldados armados dirigiu-se ao seu modesto apartamento, levando-o sob custódia. Gabriel foi preso na prisão de Spalernaia, numa cela ao lado do seu tio, o grão-duque Dmitri Constantinovich e dos seus primos, os grão-duques Nicolau Mikhailovich e Jorge Mikhailovich.
O príncipe Gabriel, que era mais novo e jovial do que os seus parentes, conseguiu suportar a prisão melhor do que eles, mas ficou chocado quando viu o aspecto do tio quando os dois se reencontraram pela primeira vez. Gabriel recordou que Dmitri permaneceu o seu tio alegre e preferido da infância, a contar-lhe anedotas, a tentar animá-lo e a subornar os guardas da prisão para entregarem mensagens de esperanças suas à cela do sobrinho. Ao longo do período de cativeiro de Gabriel, Antonia tentou incansavelmente libertar o marido. Finalmente conseguiu cumprir o seu objectivo graças à intervenção de Maxim Gorky, que convenceu Lenine a libertar Gabriel. A esposa de Gorki era amiga de Antonia. Em finais de 1918, Gabriel foi levado ao hospital. Pouco depois, Gorky acolheu o casal em sua casa; durante algum tempo viveram no apartamento dele em Petrogrado. Algumas semanas depois, mais uma vez graças à ajuda de Gorky, o Soviete de Petrogrado deu permissão ao casal para partir para a Finlândia. Os dois deixaram rapidamente a Rússia e fizeram um longo caminho até chegar a França. A libertação do príncipe aconteceu mesmo a tempo. Nas primeiras horas da manhã de 28 de Janeiro de 1919, os parentes que tinham partilhado o cativeiro na prisão de Spalernaia foram fuzilados por um pelotão em frente das muralhas da Fortaleza de Pedro e Paulo.

## Exílio

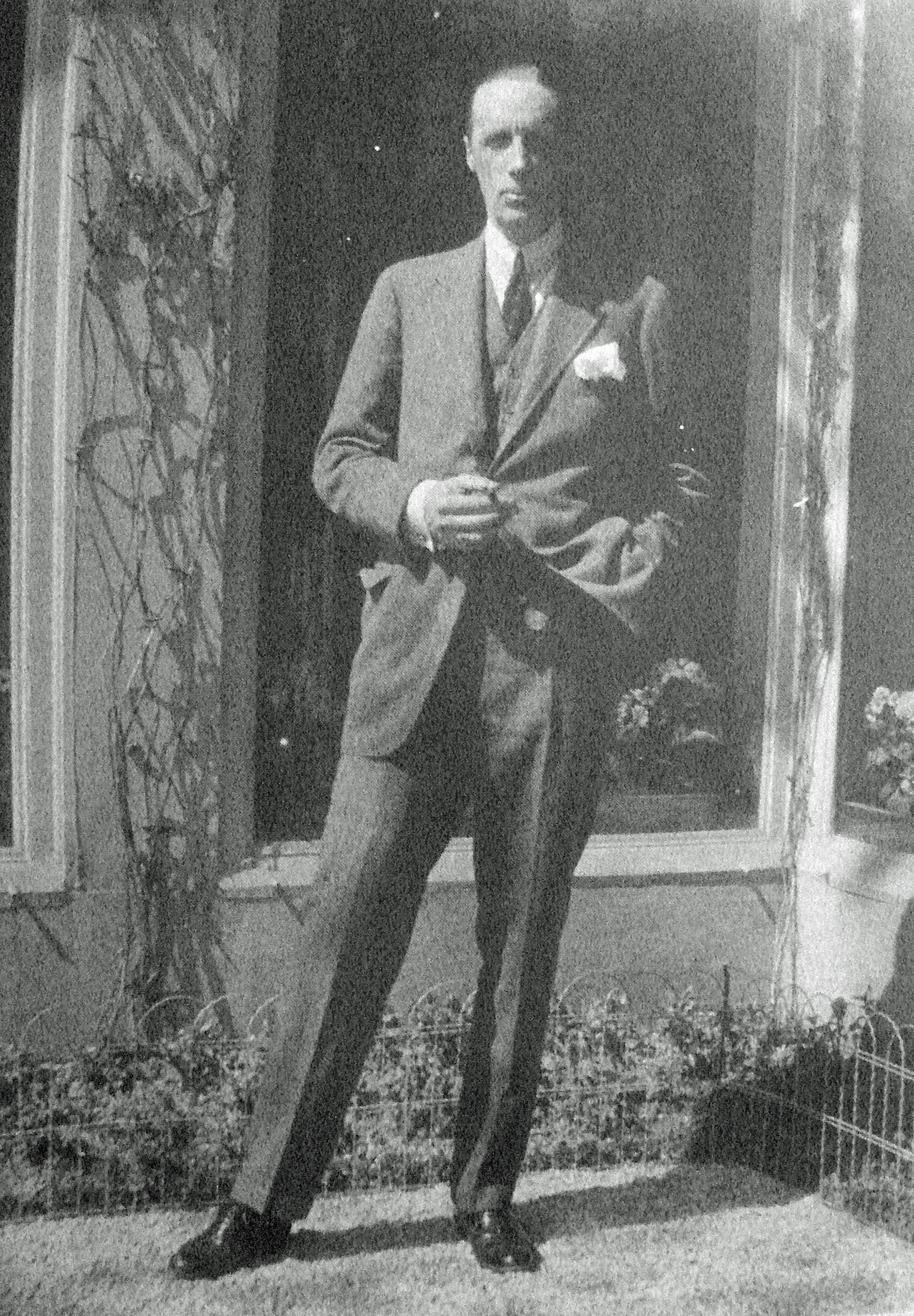
Gabriel Constantinovich no exílio

Em 1920, o príncipe Gabriel e a sua esposa passaram a residir em Paris. O casal não perdeu o interesse pela vida em sociedade quando deram início ao seu período no exílio. Participavam frequentemente em muitos bailes russos, passavam muitas noites em clubes nocturnos russos e continuaram a sua amizade com outros Romanov no exílio. O seu círculo de amigos incluía Tamara de Lempicka que pintou um conhecido retrato de Gabriel Constantinovich em 1927.
Em 1924, a situação económica do príncipe estava muito complicada. Antonia tinha considerado a ideia de abrir uma escola de ballet, mas acabaria por desistir, virando-se para o mundo da moda e abriu a sua loja de roupa. Com o nome de Casa de Berry, a loja abriu num pequeno edifício. Cinco anos mais tarde e depois de ter tido bastante sucesso, Antonia conseguiu mudar a sua loja para um local mais conhecido. Quando Antonia recebia clientes importantes ou ricos, principalmente milionários americanos, levava-os rapidamente para um salão onde, rodeados de recordações da Rússia imperial, eram recebidos pelo próprio príncipe Gabriel Constantinovich que parecia adorar a experiência. Os visitantes recordaram mais tarde que era frequente o príncipe passar várias horas com eles, muitas vezes falando sobre membros da sua família mais distante e recorrendo a fotografias e pinturas como ajudantes para descrever uma era desaparecida. Com os lucros do seu negócio bem sucedido, o casal vivia uma vida muito confortável, até esplêndida. Os corredores do seu apartamento estavam cheios de fotografias da família. Viviam felizes e organizavam muitas festas de chá. Em Paris também socializavam muitas vezes com outros exilados russos, como o príncipe Félix Yussupov, a sua esposa, a princesa Irina Alexandrovna e o grão-duque André Vladimirovich que na altura estava também já casado com Matilde Kschessinskaya.
A Grande Depressão acabou por ser um ponto de viragem no destino do seu negócio da moda e o casal teve de fechar a loja em 1936, passando a viver muito modestamente num subúrbio de Paris, onde o príncipe Gabriel escreveu o seu livro de memórias. Para ganhar algum dinheiro, organizava festas de bridge e a sua esposa dava aulas de ballet ocasionalmente. Uma parte das memórias do príncipe Gabriel foi mais tarde publicada com o título "No Palácio de Mármore"; o livro foi publicado inicialmente em russo e francês. Têm vindo a aparecer várias edições deste livro em russo, sendo a mais recente datada de 2001. Contudo, a publicação do livro em inglês demorou algum tempo uma vez que a tradução em inglês terá sido perdida durante o bombardeamento da Embaixada Americana em Beirut, no Líbano, em 1984. As memórias de Gabriel são um testemunho detalhado da vida quotidiana privada dos membros da família Romanov e tem sido usada como fonte para muitas biografias contemporâneas sobre a família imperial russa.

## Últimos anos

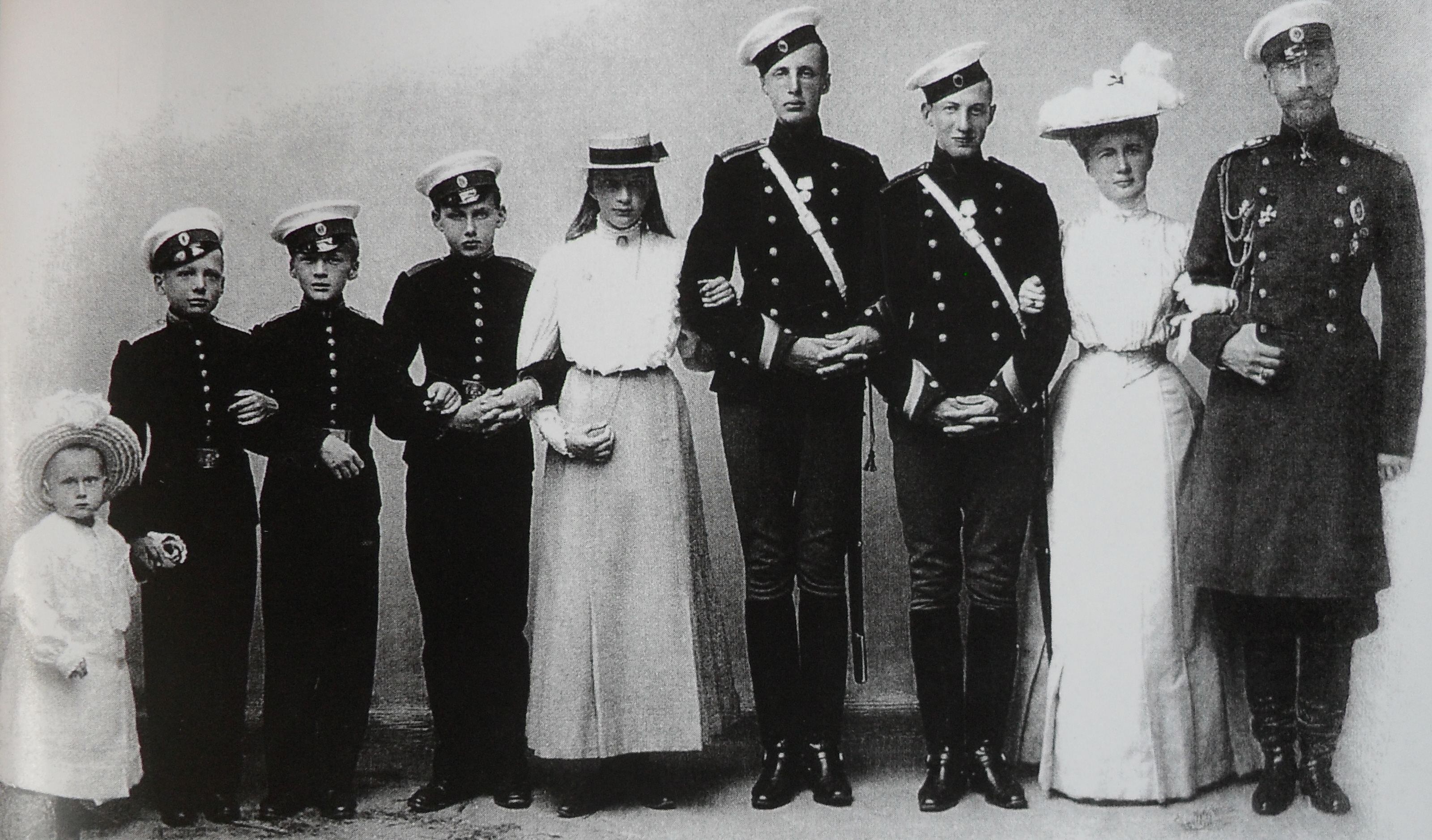
Família do Grão Duque Constantinovich

Gabriel Constantinovich manteve-se sempre em contacto com os seus parentes Romanov durante os longos anos que passou no exílio. Apoiava o principal pretendente à liderança da família Romanov, o grão-duque Cyril Vladimirovich da Rússia. Cyril retribuiu o apoio dando o título de "princesa Romanovskaya-Strelninskaya" à sua esposa. Gabriel também acabaria por receber o título de "grão-duque" das mãos do filho de Cyril, Vladimir Cyrillovich, a 15 de maio de 1939. Foi o único príncipe Romanov que teve essa honra. Em termos legais, estas acções foram controversas, uma vez que tanto as pretensões de Cyril como as do seu filho eram contestadas. Outros membros da família ignoraram o novo título, tornando a elevação de Gabriel numa piada.
Durante os anos tumultuosos da Segunda Guerra Mundial, Gabriel continuou a viver em Paris com a esposa. A relação entre os dois nunca esmoreceu e os dois permaneceram muito dedicados um ao outro. A esposa de Gabriel morreu a 7 de Março de 1950, com sessenta anos de idade. Gabriel viveu mais anos do que a esposa e voltou a casar-se no ano seguinte, a 11 de maio de 1951. A sua segunda esposa era a princesa Irina Ivanovna Kurakina, uma nobre russa exilada de quarente-e-oito anos de idade que recebeu o título de Sua Alteza Sereníssima, a princesa Romanovskaya das mãos do grão-duque Vladimir Cyrillovich. O príncipe Gabriel morreu quatro anos depois, a 28 de fevereiro de 1955 em Paris. Não teve descendentes de nenhum dos casamentos e foi enterrado no Cemitério Russo de Sainte-Geneviève-des-Bois nos arredores de Paris.

## Genealogia
| Gabriel Constantinovich da Rússia | Pai: Constantino Constantinovich da Rússia                  | Avô paterno: Constantino Nikolaevich da Rússia | Bisavô paterno: Nicolau I da Rússia                       |
| Gabriel Constantinovich da Rússia | Pai: Constantino Constantinovich da Rússia                  | Avô paterno: Constantino Nikolaevich da Rússia | Bisavó paterna: Alexandra Feodorovna (Carlota da Prússia) |
| Gabriel Constantinovich da Rússia | Pai: Constantino Constantinovich da Rússia                  | Avó paterna: Alexandra Iosifovna               | Bisavô paterno: José de Saxe-Altemburgo                   |
| Gabriel Constantinovich da Rússia | Pai: Constantino Constantinovich da Rússia                  | Avó paterna: Alexandra Iosifovna               | Bisavó paterna: Amélia de Württemberg                     |
| Gabriel Constantinovich da Rússia | Mãe: Isabel Mavrikievna (Isabel Augusta de Saxe-Altemburgo) | Avô materno: Maurício de Saxe-Altemburgo       | Bisavô materno: Jorge de Saxe-Altemburgo                  |
| Gabriel Constantinovich da Rússia | Mãe: Isabel Mavrikievna (Isabel Augusta de Saxe-Altemburgo) | Avô materno: Maurício de Saxe-Altemburgo       | Bisavó materna: Maria Luísa de Mecklemburgo-Schwerin      |
| Gabriel Constantinovich da Rússia | Mãe: Isabel Mavrikievna (Isabel Augusta de Saxe-Altemburgo) | Avó materna: Augusta de Saxe-Meiningen         | Bisavô materno: Bernardo II de Saxe-Meiningen             |
| Gabriel Constantinovich da Rússia | Mãe: Isabel Mavrikievna (Isabel Augusta de Saxe-Altemburgo) | Avó materna: Augusta de Saxe-Meiningen         | Bisavó materna: Maria Frederica de Hesse-Cassel           |